# Lijst van Administraties van de EU-Commissie
De Europese Commissie laat zich in de uitoefening van haar taak bijstaan door een uitgebreide administratie. Deze is onderverdeeld in:
- Directoraten-generaal, kortweg DG’s, een voor elk beleidsterrein (vergelijkbaar met een nationaal ministerie).[2]
- Diensten, met een algemene of ondersteunende taak.[2]
- Uitvoerende Agentschappen, voor het beheer van programma’s die door de Commissie zijn opgezet.[2]
- Kantoren, die de Commissie vertegenwoordigen in een reeks landen.

## Directoraten-generaal
| Directoraat-generaal                                                 | Afkorting |
| -------------------------------------------------------------------- | --------- |
| Begroting                                                            | BUDG      |
| Belastingen en douane-unie                                           | TAXUD     |
| Communicatie                                                         | COMM      |
| Communicatienetwerken, inhoud en technologie                         | CONNECT   |
| Concurrentie                                                         | COMP      |
| Economische en financiële zaken                                      | ECFIN     |
| Energie                                                              | ENER      |
| Europees nabuurschapsbeleid en uitbreidingsonderhandelingen          | NEAR      |
| Europese Civiele Bescherming en Humanitaire Hulp                     | ECHO      |
| Eurostat – Europees bureau voor statistiek                           | EUROSTAT  |
| Financiële stabiliteit, financiële diensten en kapitaalmarktenunie   | FISMA     |
| Gemeenschappelijk Centrum voor Onderzoek                             | JRC       |
| Gezondheid en voedselveiligheid                                      | SANTE     |
| Handel                                                               | TRADE     |
| Informatica                                                          | DIGIT     |
| Internationale samenwerking en ontwikkeling                          | DEVCO     |
| Interne markt, industrie, ondernemerschap en midden- en kleinbedrijf | GROW      |
| Justitie en consumentenzaken                                         | JUST      |
| Klimaat                                                              | CLIMA     |
| Landbouw en plattelandsontwikkeling                                  | AGRI      |
| Maritieme zaken en visserij                                          | MARE      |
| Migratie en binnenlandse zaken                                       | HOME      |
| Milieu                                                               | ENV       |
| Mobiliteit en vervoer                                                | MOVE      |
| Onderwijs, Jongerenzaken, Sport en Cultuur                           | EAC       |
| Onderzoek en innovatie                                               | RTD       |
| Personele middelen en veiligheid                                     | HR        |
| Regionaal beleid en stadsontwikkeling                                | REGIO     |
| Tolken                                                               | SCIC      |
| Vertaling                                                            | DGT       |
| Werkgelegenheid, sociale zaken en inclusie                           | EMPL      |

## Diensten
| Dienst | Afkorting            |
| --- | -------------------- |
| Beheer en afwikkeling van individuele rechten                                                                                    | PMO                  |
| Bibliotheek en e-Resources Centre                                                                                                |                      |
| Dienst Interne audit | IAS                  |
| Europees Bureau voor fraudebestrijding                                                                                           | OLAF                 |
| Europees Bureau voor personeelsselectie                                                                                          | EPSO                 |
| Europees Centrum voor politieke strategie                                                                                        | EPSC                 |
| Functionaris voor gegevensbescherming                                                                                            | DPO                  |
| Historische archieven |                      |
| Infrastructuur en logistiek in Brussel                                                                                           | OIB                  |
| Infrastructuur en logistiek in Luxemburg                                                                                         | OIL                  |
| Instrumenten voor het buitenlands beleid                                                                                         |                      |
| Juridische dienst | SJ                   |
| Ondersteuningsdienst voor structurele hervormingen                                                                               | SRSS                 |
| Publicatiebureau | PB                   |
| Secretariaat-generaal | SG                   |
| Taskforce voor de voorbereiding en het verloop van de onderhandelingen met het Verenigd Koninkrijk overeenkomstig artikel 50 VEU | TASKFORCE ARTIKEL 50 |

## Uitvoerende Agentschappen
| Uitvoerend Agentschap                                                   | Afkorting |
| ----------------------------------------------------------------------- | --------- |
| Uitvoerend Agentschap Europese Onderzoeksraad                           | ERCEA     |
| Uitvoerend Agentschap innovatie en netwerken                            | INEA      |
| Uitvoerend Agentschap onderwijs, audiovisuele media en cultuur          | EACEA     |
| Uitvoerend Agentschap onderzoek                                         | REA       |
| Uitvoerend Agentschap voor consumenten, gezondheid, landbouw en voeding | CHAFEA    |
| Uitvoerend Agentschap voor het midden- en kleinbedrijf                  | EASME     |

## Kantoren
- Vertegenwoordigingen van de Commissie: in alle lidstaten van de Europese Unie.[3]
- Delegaties: buiten de Europese Unie, in 139 landen, en bij een aantal internationale instellingen.[4]